# Синес
Синес (порт. Sines) је познати град у Португалији, смештен у њеном југозападном делу. Град је други по значају у оквиру округа Сетубал, где чини једну од општина.
Синес је родно место познатог морепловца Васка де Гаме.

## Географија
Град Синес се налази у југозападном делу Португалије. Од главног града Лисабона град је удаљен 160 километара јужно, а од Портоа град 440 километара јужно.
Рељеф: Синес је одувек био лука, будући да је смештен на стратешки важном месту на рту на Атлантику. Надморска висина града је 0-50 m.
Клима: Клима у Синесу је средоземна.
Воде: Синес се налази на обали Атлантског океана. Океан окружује град, смештен на рту, са три стране.

## Историја
Подручје Синеса насељено још у време праисторије. У староримско доба ту се образовало насеље са луком, које је за време владавине Мавара замрло. По преузимању подручја од стране хришћана овде се поново јавља насеље, које убрзо добија статус вароши. Међутим, удаљеност Синеса од других градова допринела да град буде лака мета гусарских напада са мора.
Последњих деценија туризам је заменио традиционално поморство као најважију делатност месног становништва. Синес је добио градска права тек 1997. године.

## Становништво
| 1960. | 1981.  | 1991.  | 2001.  | 2004.  | 2011.  |
| ----- | ------ | ------ | ------ | ------ | ------ |
| 8.866 | 12.075 | 12.347 | 13.577 | 13.613 | 14.238 |

По последњих проценама из 2001. г. општина Синес има око 14 хиљада становника, од чега око 12,5 хиљада живи на градском подручју.

## Партнерски градови
- Ниса
- Vidigueira Municipality
- Евора

## Галерија
- Стари део Синеса
- Градски пристан
- Градска црква са кипом Васка де Гаме
- Плажа поред Синеса